# Iwona Waligóra
Iwona Waligóra (ur. 9 stycznia 1985) – polska siatkarka, występująca na pozycji przyjmującej.
Jest wychowanką bialskiego klubu sportowego BKS Stal. W trakcie sezonu 2011/2012 występowała w rumuńskiej drużynie Dynamo Bukareszt, lecz rozwiązała kontrakt za porozumieniem stron. Obecnie jest zawodniczką izraelskiej drużyny V.C. Ra'anana.

## Kluby
- BKS Stal Bielsko-Biała
- 2006–2007:  KPSK Stal Mielec
- 2007–2011:  BKS Aluprof Bielsko-Biała
- 2011–2012:  Dinamo Romprest Bukareszt
- 2011–2012:  Dauphines Charleroi
- 2012:  Hara Morin Ułan Ude
- 2012–2013:  Hapoel Ironi Kiryat Ata
- 2013–2014:  Hapoel Kfar Saba
- 2014–2017:  V.C. Ra'anana

## Sukcesy
- 2009:  Puchar Polski
- 2009:  Srebrny medal Mistrzostw Polski
- 2010:  Złoty medal Mistrzostw Polski
- 2010:  Superpuchar Polski
- 2011:  Brązowy medal Mistrzostw Polski
- 2012:  Puchar Belgii
- 2012:  Brązowy medal Mistrzostw Belgii
- 2013:  Puchar Izraela
- 2013:  Złoty medal Mistrzostw Izraela
- 2014:  Puchar Izraela
- 2014:  Srebrny medal Mistrzostw Izraela